# Изоплит
Изоплит (рус. Изоплит) насељено је место са административним статусом варошице (рус. посёлок городского типа) на северозападу европског дела Руске Федерације. Налази се у југоисточном делу Тверске области и административно припада Конаковском рејону.
Према проценама националне статистичке службе, у вароши је 2014. живело 1.668 становника.

## Географија
Варошица Новозавидовски налази се у југоисточном делу Тверске области у ниском и заравњеном подручју Верхњеволшке низије на око 44 км југоисточно од обласног центра града Твера, односно око 6 км западно од железничке станице Редкино на линији Москва—Санкт Петербург.

## Историја
Изоплит се развио као радничко насеље настало око истоимене фабрике за производњу термоизолационих материјала 1930. године. Административни статус варошице насеље Изоплит има од 1946. године.

## Демографија
Према подацима са пописа становништва 2010. у вароши је живело 1.769 становника, док је према проценама за 2014. ту живело 1.668 становника.
| 1939. | 1959. | 1970. | 1979. | 1989. | 2002. | 2010. | 2014.  |
| ----- | ----- | ----- | ----- | ----- | ----- | ----- | ------ |
| ---   | ---   | ---   | ---   | 5,331 | 4,441 | 1,769 | 1,668* |

Напомена: * према проценама националне статистичке службе.